# إيرتابينيم

إيرتابينيم Ertapenem  هو إيرتابينيم الصوديوم.

## الزمرة الدوائية
صاد حيوي.

## الاستعمال
علاج الحالات المتوسطة إلى الشديدة من إنتانات داخل البطن المختلطة وإنتانات الجلد والتراكيب الجلدية والتهاب الحويضة والكلية والإنتانات الحوضية الحادة وذات الرئة المكتسبة من المجتمع. جيث يشمل طيفه الجراثيم إيجابية الغرام الهوائية وجراثيم سلبية الغرام هوائية وجراثيم لا هوائية.

## آليته
يثبط عملية تصنيع جدار الخلية الجرثومية بارتباطه بواحد أو أكثر من مستقبلات البنسلين الأمر الذي يؤدي إلى انحلالها وموتها في النهاية.

## الحرائك الدوائية
- الامتصاص: يمتص بشكل كامل بعد حقنه عضلياً.
- الاستقلاب: يتحلمه متحولاً لمستقلب غير فعال.
- العمر النصفي: 4ساعات.
- الإطراح: مع البول والبراز.

## الآثار الجانبية
-	تحدث بنسبة 1-10%:
- متنوعة: ألم صدري، ارتفاع أو انخفاض التوتر الشرياني، تسرع القلب، صداع، اضطراب الحالة العقلية، حمى، أرق، دوام، قلق، تعب، هياج، ذهول، حمامى، حكة، غثيان، قلس معدي مريئي، سلاق فموي، التهاب المهبل، ارتفاع تراكيز الخمائر الكبدية، ألم القدمين، زلة تنفسية، عسرة تنفسية.

- تحدث بنسبة أقل من 1%:
- متنوعة: لا نظيمات، ربو، لا انقباض، رجفان أذيني، بطء القلب، توقف القلب، رعاف، تحصي صفراوي، نزف هضمي، نقرس، قصور القلب، التهاب المعثكلة، التهاب كولون غشائي كاذب، تضيق البواب، اختلاجات، ورم دموي تحت الاجفية، غشي، شرى، تسرع بطيني، دوار.

## الحمل
ينتمي لأدوية المجموعة B

## مضادات الاستطباب
- فرط الحساسية له أو لأحد مكوناته.
- ارتكاسات تأقية لصادات البيتالاكتام.

## الجرعة
- يمكن الاستمرار بإعطاءه حقن وريدي لمدة 14يوم، بينما لا يسمح باستخدامه حقن عضلي لمدة تزيد عن 7أيام.
- البالغين: (حقن وريدي أو عضلي):

1. الإنتان داخل البطن: 1غ/يوم لمدة 5-14يوم.
2. إنتانات الجلد والتراكيب الجلدية: 1غ/يوم لمدة 7-14يوم.
3. ذات الرئة المكتسبة من المجتمع: 1غ/يوم لمدة 10-14يوم.
4. التهاب الحويضة والكلية والإنتانات البولية: 1غ/يوم لمدة 10-14يوم.

- يستطب تخيض هذه الجرعات إلى 500ملغ/يوم عندما تكون تصفية الكرياتينين أقل من 30مل/د.
- تسرب جرعته الوريدية على مدى 30دقيقة، وتعطى جرعته العضلية حقناً عميقاً ضمن عضلة كبيرة.
- لا يجوز إعطاءه حقن عضلي لمريض يتحسس للليدوكائين أو لأحد المخدر الموضعي الأميدية.

## المستحضرات الصيدلانية
بودرة معدة للحقن 1غ.

## الثبات
يحفظ المحضر غير المجهز للإعطاء بدرجة حرارة تقل عن 25م، يمكن حفظ المحلول المعد للتسريب الوريدي بدرجة حرارة الغرفة واستخدامه خلال 6ساعات أو يجب إعادته إلى البراد حيث يمكن حفظه لمدة 24ساعة تالية مع ضرورة استخدامه خلال فترة لا تزيد عن 4ساعات بعد إخراجه من البراد، ولا يعرض للتجمد.